# فرسنيدا دي لا سايرا تايرون
بلدية فرسنيدا دي لا سايرا تايرون (بالإسبانية: Fresneda de la Sierra Tirón)‏, هي إحدى بلديات مقاطعة برغش, التي تقع في منطقة قشتالة وليون, والتي تقع في شمال غرب إسبانيا.
يبلغ عدد سكانها 119 نسمة وفقاً لإحصائية سنة (2002).